# Dolina sunca
Dolina sunca (deutsch: „Tal der Sonne“) ist eine vom kroatischen öffentlich-rechtlichen Rundfunk Hrvatska radiotelevizija (HRT) produzierte Telenovela, die vom 21. September 2009 bis zum 15. Juli 2010 lief.

## Handlung
Eva Kralj, eine junge und attraktive Witwe, die nach dem tragischen Tod ihres Mannes den Wunsch hat ein neues Leben zu starten, verlässt ihre Heimatstadt Zagreb und landet in einer abgelegenen Gegend in der fiktiven Kleinstadt Jablanovo. Nachdem sie begonnen hat sich einzuleben, erfährt Eva von einem schockierenden Geheimnis: Ihr verstorbener Ehemann, der in diesem Ort lange Zeit arbeitete und lebte, führte lange Zeit ein Doppelleben mit der beliebten Bürgermeisterin von Jablanovo Julija Vitezović, mit der er sogar einen gemeinsamen Sohn namens Petar hat. Julijas Familie ist die Einflussreichste und angesehenste der ganzen Kleinstadt.
Zuerst können sich die beiden Frauen gar nicht leiden. Doch mit der Zeit freunden sich Eva und Julija an und es treten auch zwei Männer in deren Leben. Julijas Bruder Kristijan und der erst kürzlich aus dem Gefängnis kommende Gastwirtssohn Andrija Bukovac verlieben sich in Eva. Doch zeitgleich hat Julija ein Auge auf Andrija geworfen. Und auch die verwöhnte und hinterliste Augustina „Tina“ Vitezović, die jüngste der Vitezović Geschwister, zeigt interesse an Andrija Zudem kreuzen die Protagonisten die Machenschaften von Julijas, Kristijans und Tinas Halbbruder Juran Vitezović, dessen Mutter Renata Wolf und des Geschäftsmannes Gordan Tomek.
Nach vielen Umwegen kommt schließlich Julija mit Andrija sowie Eva mit Kristijan zusammen.

## Darsteller

### Hauptdarsteller
| Darsteller               | Name                               |
| ------------------------ | ---------------------------------- |
| Ana Vilenica             | Eva Kralj                          |
| Bojana Gregorić Vejzović | Julija Vitezović                   |
| Ivan Herceg              | Kristijan Vitezović                |
| Robert Kurbaša           | Andrija Bukovac                    |
| Petar Ćiritović          | Juran Vitezović                    |
| Vlasta Ramljak           | Adela Vitezović                    |
| Krunoslav Šarić          | Ivan Vitezović                     |
| Marija Omaljev           | Nataša Vitezović, geb. Sever       |
| Nives Čanović            | Augustina „Tina“ Vitezović         |
| Nadežda Perišić-Nola     | Renata Vitezović-Wolf, geb. Wolf † |
| Ozren Domiter            | Karlo Sever                        |
| Petar Cvirn              | Lovro Bukovac                      |
| Barbara Nola             | Sofija Sever                       |
| Višnja Babić             | Ruža Bukovac                       |
| Zijad Gračić             | Nikola Bukovac                     |
| Barbara Prpić            | Stela                              |
| Mirna Medaković          | Sonja Čavar                        |
| Otokar Levaj             | Dr. Otto Čavar                     |
| Vinko Kraljević          | fra Ante                           |
| Tamara Šoletić           | Loreta                             |
| Sandra Lončarić          | Višnja                             |
| Marija Tadić             | Irena                              |
| David Ćuk                | Petar Vitezović                    |
| Alan Katić               | Kruno „Kroni“                      |
| Nikša Marinović          | fra Jakov                          |
| Buga Župarić             | Sara Banić                         |
| Adriana Šnajder          | Lara Banić                         |

### Nebendarsteller
| Darsteller         | Name                      |
| ------------------ | ------------------------- |
| Goran Simić        | Vjekoslav „Vjeko“ Kralj † |
| Zlatko Ožbolt      | Robert                    |
| Mario Valentić     | Žarko Žare                |
| Kristijan Potočki  | Srećko                    |
| Vida Jerman        | Vinka                     |
| Darko Janeš        | Skoko                     |
| Miraj Grbić        | Mišković                  |
| Franjo Jurčec      | Mihić                     |
| Mira Bosanac       | Sanja                     |
| Jadranka Elezović  | ?                         |
| Željko Šestić      | župan Rogić               |
| Luka Gavranović    | Stjepan                   |
| Romina Vitasović   | Romana                    |
| Dean Krivačić      | Stanko †                  |
| Slavko Sobin       | Matej Zlatarić            |
| Vjenceslav Kapural | Ranko Zlatarić            |
| Zorana Rajić       | Tinina prijateljica       |
| Sanja Grujić       | Niki                      |
| Boris Miholjević   | Gerhard                   |
| Petra Težak        | Monika                    |
| Ranko Zidarić      | Gordan Tomek              |
| Sanja Tahirović    | Renne                     |
| Frano Domitrović   | ?                         |